# Твин Лејк (Мичиген)
Твин Лејк (енгл. Twin Lake) насељено је место без административног статуса у америчкој савезној држави Мичиген.

## Демографија
По попису из 2010. године број становника је 1.720, што је 107 (6,6%) становника више него 2000. године.
| Група             | 2000.         | 2010.         |
| Белци             | 1.522 (94,4%) | 1.608 (93,5%) |
| Афроамериканци    | 9 (0,6%)      | 18 (1,0%)     |
| Азијати           | 1 (0,1%)      | 7 (0,4%)      |
| Хиспаноамериканци | 31 (1,9%)     | 45 (2,6%)     |
| Укупно            | 1.613         | 1.720         |